# Siemkowo (województwo kujawsko-pomorskie)
Siemkowo – (niem. Simkau) wieś w Polsce położona w województwie kujawsko-pomorskim, w powiecie świeckim, w gminie Lniano.
W latach 1975–1998 miejscowość administracyjnie należała do województwa bydgoskiego.
W miejscowości działa szkoła podstawowa, która od września 2019 roku jest trzyklasowa.